# 莫阿大學龍屬
莫阿大學龍屬又名依矛龍，是一屬裝甲亞目恐龍。牠的化石在德國被發現，年代為侏羅紀早期。化石只有一個頭顱骨、下頜、三個圓椎狀鱗甲、與一個尖刺。
模式種是恩斯特莫阿大學龍（E. ernsti），是由Harmut Haubold於1990年描述、命名。牠的屬名是以恩斯特-莫里兹-阿德特大学（Ernst-Moritz-Arndt Universität，又稱格萊夫斯瓦爾德大學）的縮寫為名，該大學曾協助發現、挖掘化石。種名則是紀念發現化石的地質學家Werner Ernst。正模標本（編號SGWG 85）是在1963年發現於東德的梅克倫堡-西波美拉尼亞，地質年代相當於托阿爾階。
莫阿大學龍是種小型甲龍類恐龍，正模標本是個幼年個體，身長被估計約2公尺，成年個體被推測生長到4公尺。如同其他裝甲類恐龍，莫阿大學是四足動物，以低矮植被為食。親緣分支分類法研究顯示，莫阿大學龍是種原始裝甲亞目恐龍，比小盾龍還衍化，比腿龍還原始。

## 外部連結
- 恐龍博物館——莫阿大學龍